# Millennium bim

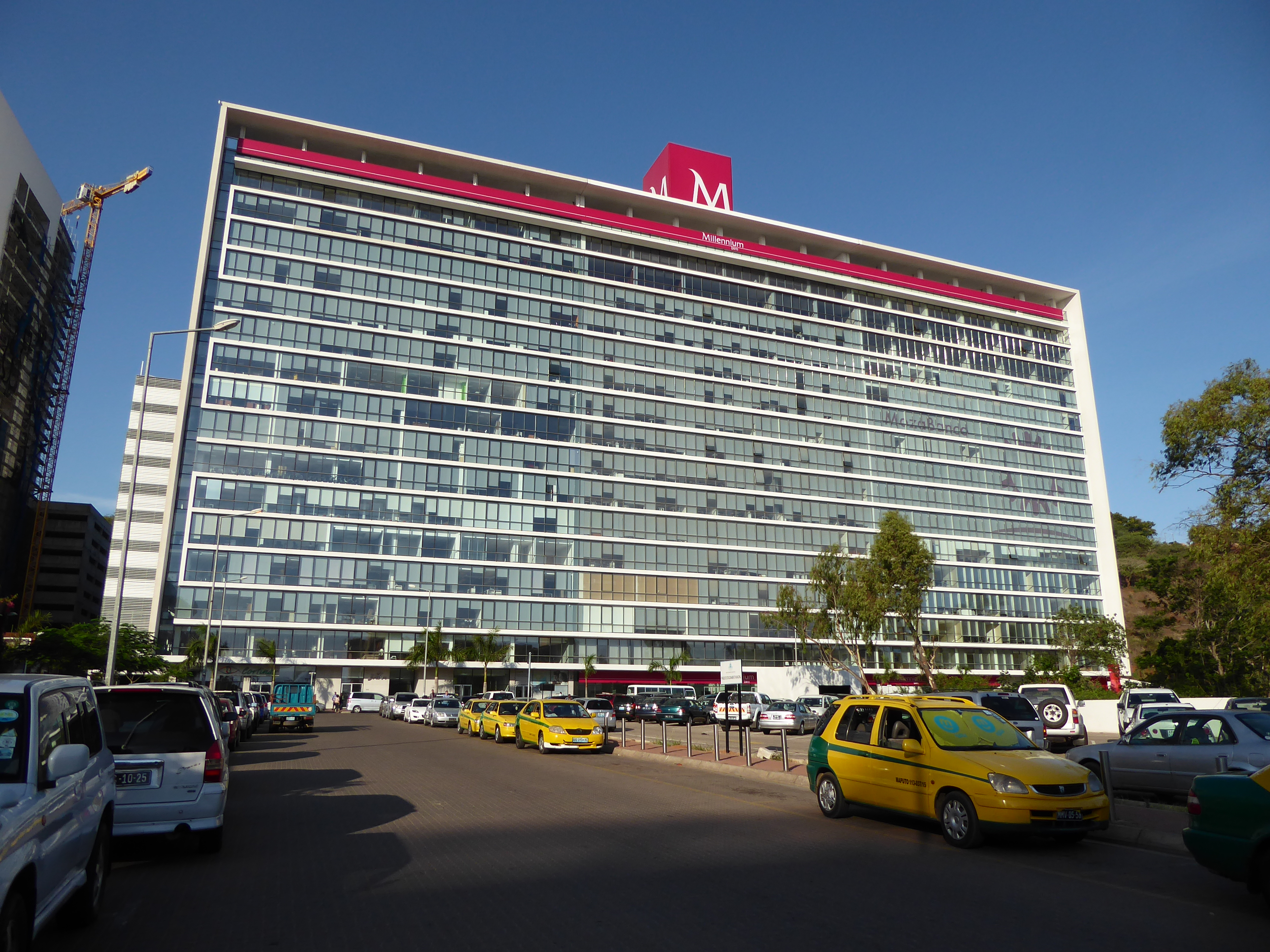
Sitz der Millennium bim in Maputo

Millennium Banco Internacional de Moçambique S.A., kurz stets Millennium bim, ist eines der größten mosambikanischen Kreditinstitute. Das Institut gehört mehrheitlich der portugiesischen Bank Millennium BCP.

## Geschichte
Im Zuge des Wechsels Mosambiks zu einer marktliberalen Wirtschaft Anfang der 1990er Jahre entschied die mosambikanische Regierung, den Markt auch für private Geldinstitute zu öffnen. Bis dahin war die Zentralbank Banco de Moçambique das einzige Geldinstitut des Landes. In einer Partnerschaft mit der portugiesischen Banco Comercial Português (BCP) wurde das bisherige Privatkundengeschäft der Zentralbank zum 30. November 1995 in ein neues Institut mit dem Namen „Banco Internacional de Moçambique“ ausgegründet. Sowohl der Staat wie die BCP hielten Anteile an der Bank.
Im Jahr 2001 fusionierte die Banco Internacional de Moçambique mit der Banco Comercial de Moçambique und stieg so zur größten Bank in Mosambik auf. 2006 führte die Bank einen kompletten Markenwechsel durch und benannte sich in „Millennium bim“ nach dem neuen Namen des portugiesischen Anteilseigners (Millennium BCP) um.
Derzeit führt José Reino da Costa als CEO das Unternehmen.

## Sitz und Filialen

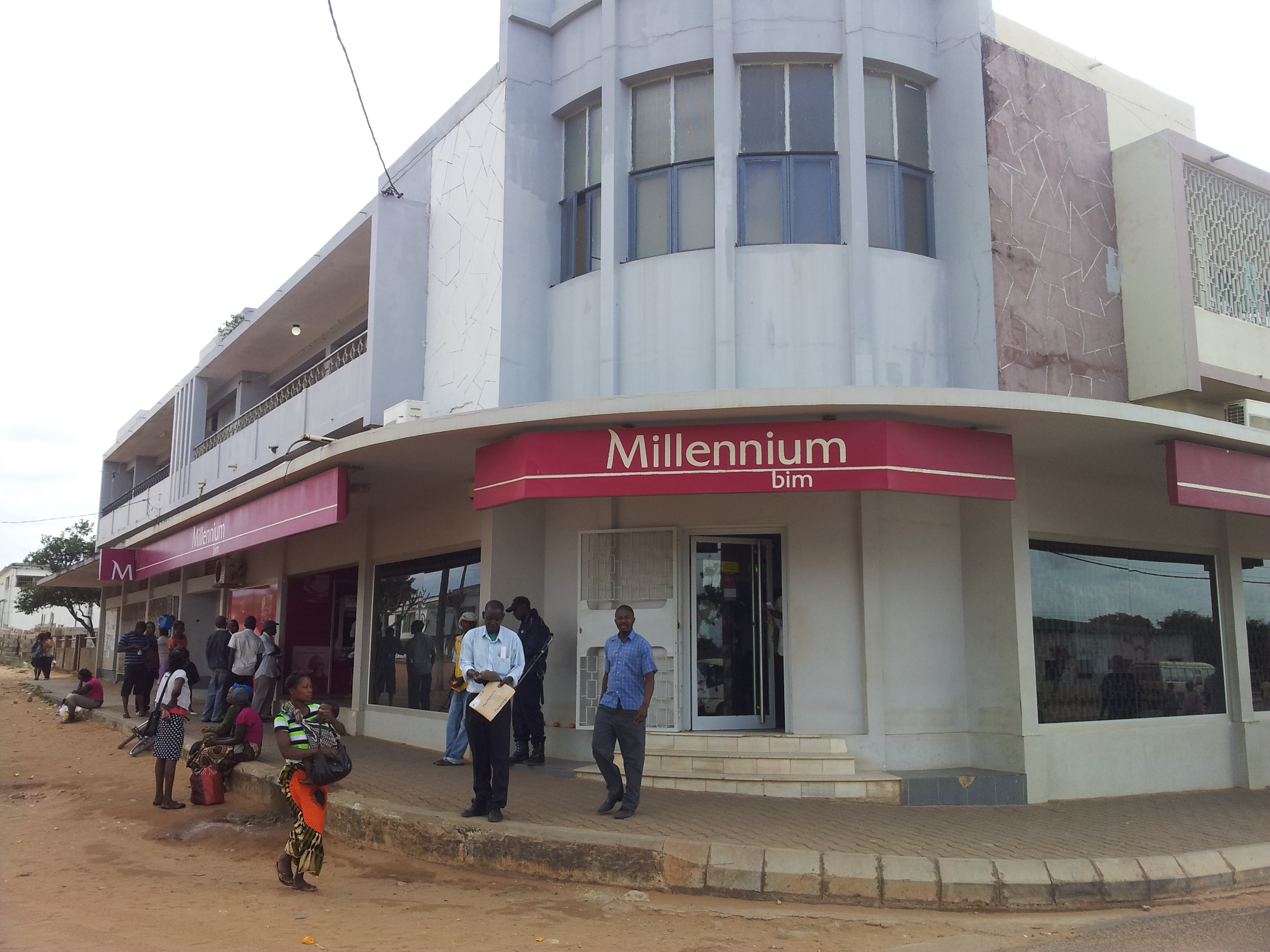
Typische kleinstädtische Filiale im Ort Massinga (Provinz Inhambane)

Millennium bim hat seinen Sitz in der mosambikanischen Hauptstadt Maputo. Neben dem weithin sichtbaren 25-geschossigen Turm „Torre millennium bim“ bezog die Bank in der Rua dos Desportistas im neuen Geschäftsviertel Maputos einen weiteren Sitz.
Millennium ist die Bank mit dem größten Filialnetz Mosambiks vor der Banco BCI. Das Institut verfügte Anfang 2016 1,5 Millionen Kunden, 169 Filialen und 458 Automaten. In vielen Distrikten Mosambiks ist Millennium bim oft die einzige Bank der Region. Mit über 30 Prozent Marktanteil in den Bereichen Sparanlagen, Krediten und Aktiva ist die Bank Marktführerin. Derzeit verfügen nur gut 20 Prozent der mosambikanischen Bevölkerung überhaupt über ein Konto (mit Schwerpunkt in der Region Maputo). Ziel der Bank ist es in allen 151 Distrikten Mosambiks vertreten zu sein.
Aufgrund der schwachen Infrastruktur – Filialen können nur in Orten mit asphaltierten Straßen und Anschluss an das Stromnetz eröffnet werden – hat die Bank andere Formen der finanziellen Dienstleistungen entwickelt. Basierend auf dem in Ostafrika entwickelten System M-Pesa können über das Bank-eigene System „IZI“ Kontogeschäfte per SMS geführt werden. 2015 hat die Bank zudem angekündigt mobile Bankberater einzustellen, Bis Ende 2016 sollen 500 mobile Bankberater der mosambikanischen Bevölkerung die Dienstleistung der millennium bim nahe bringen. Auch gibt es seit 2016 eine Partnerschaft mit dem staatlichen Postunternehmen Correios de Moçambique in allen Postämtern auch Dienstleistungen der millennium bim anzubieten. Im Austausch saniert die Bank die mehr als 120 Filialen der Post, von denen nur knapp 30 überhaupt funktionsfähig sind.

## Anteilseigner
Größter Anteilseigner der Bank ist die portugiesische Muttergesellschaft Millennium BCP mit 66,69 Prozent. Der mosambikanische Staat hält über das IGEPE 17,12 Prozent direkt an der Bank, über das Instituto Nacional de Segurança Social weitere 4,95. Die mosambikanische Versicherungsgesellschaft Emose hält 4,15 Prozent an der Bank.